# Bischof (Waddeweitz)
Bischof ist ein Ortsteil der Gemeinde Waddeweitz im niedersächsischen Landkreis Lüchow-Dannenberg.
Das Rundlingsdorf liegt zwei Kilometer südlich von Waddeweitz und südlich der B 493.

## Geschichte
Für das Jahr 1848 wird angegeben, dass Bischof neun Wohngebäude hatte, in denen 58 Einwohner lebten. Zu der Zeit war der Ort nach Bussau eingepfarrt und die Schule war in Clenze.
Am 1. Dezember 1910 hatte Bischof 46 Einwohner und war eine eigenständige Gemeinde im Kreis Lüchow.